# Lamá
Luis Mamona João "Lamá" (Luanda, 1 de Fevereiro de 1981) é um ex-futebolista angolano, que atuava como guarda-redes. Fez toda a sua carreira no Atlético Petróleos de Luanda, também conhecido como Petro Atlético de Luanda, clube que representou durante mais de 20 anos. 

## Carreira
Disputou o Mundial de Juniores da FIFA 2001, no qual Angola chegou às oitavas-de-final. Mostrou habilidade para defender penáltis, uma qualidade inestimável. Foi convocado também para a seleção angolana que esteve presente no Mundial da FIFA 2006, realizado na Alemanha.